# Sint-Vincentius a Paoloklooster

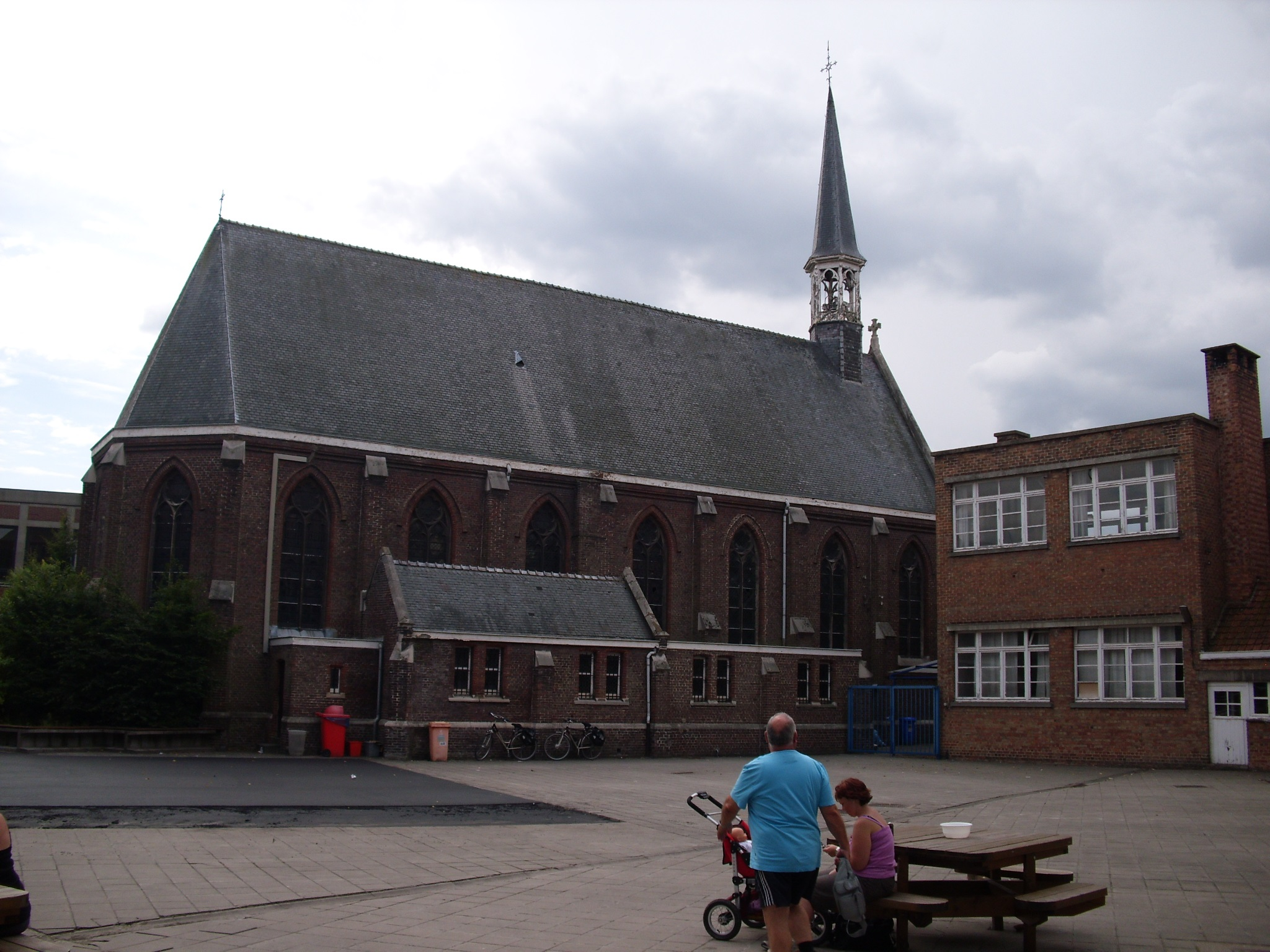
Kapel van het Sint-Paulusinstituut

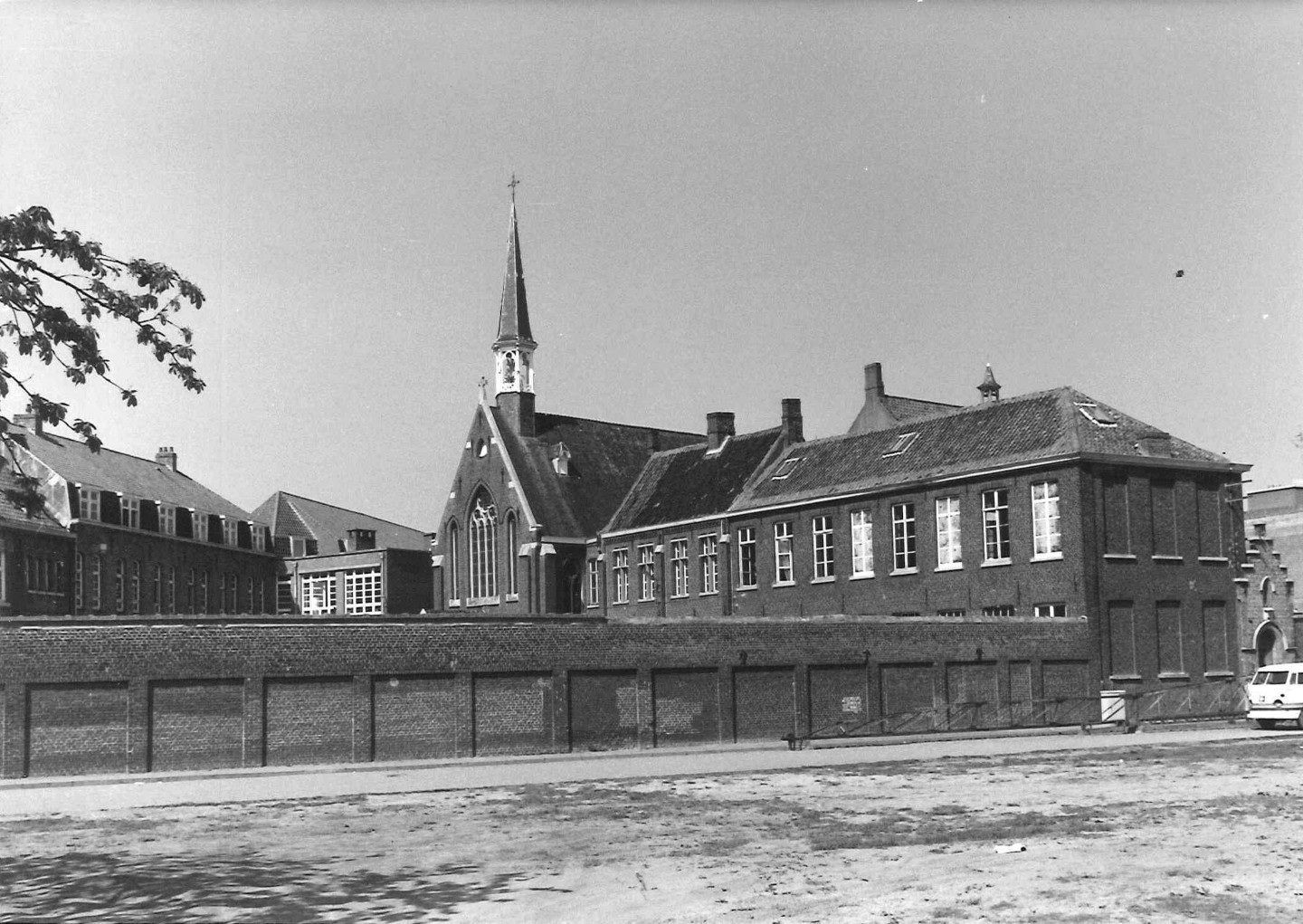
Sint-Vincentius a Paoloklooster in 1980

Het Sint-Vincentius a Paoloklooster is een klooster- en scholencomplex in de tot de gemeente Gent behorende plaats Sint-Denijs-Westrem, gelegen aan de Loofblommestraat 2.

## Geschiedenis
De Zusters van Sint-Vincentius a Paolo vestigden zich in 1827 aan de Borluutstraat en lieten vanaf 1831 een klooster aan de Loofblommestraat bouwen. Van 1835-1839 werd een kapel gebouwd en in 1845 kwam een weesthuis, en vervolgens een kostschool tot stand. Enkele decennia nadien werd het complex sterk vergroot. In 1869-1870 werd een nieuwe kapel gebouwd gevolgd door een gemeenteschool, een kleuterschool, een pensionaat, een bejaardentehuis en een basisschool.
De meeste van deze gebouwen werden later totaal vernieuwd en/of gesloopt, maar de kapel bleef behouden. Er kwam ook nog een middelbare school voor meisjes, de Sint-Theresiaschool. Deze werd in 2017 gesloten.

## Kapel
Het betreft een eenbeukige kapel van 1870 in neogotische stijl, welke in 1914 nog uitgebreid werd met twee traveeën en een voorportaal. De kapel heeft een driezijdig afgesloten koor en boven de ingang bevindt zich een dakruiter.